# Souto de Lafões
Souto de Lafões é uma povoação portuguesa do Município de Oliveira de Frades que foi sede da extinta Freguesia de Souto de Lafões, freguesia que tinha 5,76 km² de área e 841 habitantes (2011), e, por isso, uma densidade populacional de 146 hab./km².
A Freguesia de Souto de Lafões foi extinta (agregada) pela reorganização administrativa de 2012/2013, tendo o seu território sido integrado na União das Freguesias de Oliveira de Frades, Souto de Lafões e Sejães, territorialmente contínua.
A Freguesia de Souto de Lafões era uma das poucas freguesias portuguesas territorialmente descontínuas, consistindo em duas partes de extensão semelhante, separadas pelas freguesias de São Vicente de Lafões e Oliveira de Frades (esta última entretanto extinta), do mesmo Município: uma parte nordeste, ligeiramente maior (onde se situa a sede da freguesia) e uma parte sudoeste (lugar de Vilarinho).

## População
| População da freguesia de Souto de Lafões | População da freguesia de Souto de Lafões | População da freguesia de Souto de Lafões | População da freguesia de Souto de Lafões | População da freguesia de Souto de Lafões | População da freguesia de Souto de Lafões | População da freguesia de Souto de Lafões | População da freguesia de Souto de Lafões | População da freguesia de Souto de Lafões | População da freguesia de Souto de Lafões | População da freguesia de Souto de Lafões | População da freguesia de Souto de Lafões | População da freguesia de Souto de Lafões | População da freguesia de Souto de Lafões | População da freguesia de Souto de Lafões |
| ----------------------------------------- | ----------------------------------------- | ----------------------------------------- | ----------------------------------------- | ----------------------------------------- | ----------------------------------------- | ----------------------------------------- | ----------------------------------------- | ----------------------------------------- | ----------------------------------------- | ----------------------------------------- | ----------------------------------------- | ----------------------------------------- | ----------------------------------------- | ----------------------------------------- |
| 1864                                      | 1878                                      | 1890                                      | 1900                                      | 1911                                      | 1920                                      | 1930                                      | 1940                                      | 1950                                      | 1960                                      | 1970                                      | 1981                                      | 1991                                      | 2001                                      | 2011                                      |
| 514                                       | 519                                       | 527                                       | 507                                       | 606                                       | 599                                       | 594                                       | 565                                       | 644                                       | 611                                       | 586                                       | 632                                       | 627                                       | 703                                       | 841                                       |

| Distribuição da População por Grupos Etários | Distribuição da População por Grupos Etários | Distribuição da População por Grupos Etários | Distribuição da População por Grupos Etários | Distribuição da População por Grupos Etários | Distribuição da População por Grupos Etários | Distribuição da População por Grupos Etários | Distribuição da População por Grupos Etários | Distribuição da População por Grupos Etários | Distribuição da População por Grupos Etários |
| -------------------------------------------- | -------------------------------------------- | -------------------------------------------- | -------------------------------------------- | -------------------------------------------- | -------------------------------------------- | -------------------------------------------- | -------------------------------------------- | -------------------------------------------- | -------------------------------------------- |
| Ano                                          | 0-14 Anos                                    | 15-24 Anos                                   | 25-64 Anos                                   | > 65 Anos                                    |                                              | 0-14 Anos                                    | 15-24 Anos                                   | 25-64 Anos                                   | > 65 Anos                                    |
| 2001                                         | 139                                          | 113                                          | 343                                          | 108                                          |                                              | 19,8%                                        | 16,1%                                        | 48,8%                                        | 15,4%                                        |
| 2011                                         | 159                                          | 108                                          | 444                                          | 130                                          |                                              | 18,9%                                        | 12,8%                                        | 52,8%                                        | 15,5%                                        |

Média do País no censo de 2001:  0/14 Anos-16,0%; 15/24 Anos-14,3%; 25/64 Anos-53,4%; 65 e mais Anos-16,4%

Antigas freguesias que deram origem à União das Freguesias de Oliveira de Frades, Souto de Lafões e Sejães (Oliveira de Frades).

Média do País no censo de 2011:   0/14 Anos-14,9%; 15/24 Anos-10,9%; 25/64 Anos-55,2%; 65 e mais Anos-19,0%

## Património
- Igreja Paroquial de Souto de Lafões (incluindo adro e cemitério)
- Ponte do Cunhedo
- Capela de Santa Bárbara
- Castro da Coroa
- Casas da Igreja, do Arrabalde e do Castelo
- Praia fluvial do Porto Areias